# Walther Klemm

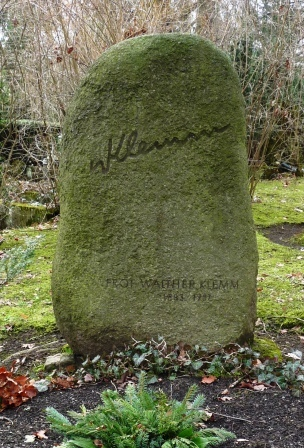
Prof. Walther Klemm, náhrobek

Walther Klemm, křtěný Walther Andreas Karl (18. června 1883 Karlovy Vary – 11. srpna 1957 Výmar) byl německý malíř, grafik a ilustrátor.

## Život
Narodil se v Karlových Varech v rodině učitele občanské školy Paula Klemma a jeho ženy Karoliny rodem Pichlové z Číhané. Později studoval na Vysoké škole uměleckoprůmyslové ve Vídni a Vídeňské univerzitě. V roce 1904 vystavoval v rámci Vídeňské secese, přestěhoval se do Prahy a založil ateliér u Carla Thiemanna. V roce 1908 se oba přestěhovali do umělecké kolonie v Dachau. Kolem roku 1910 se stali členy berlínské Secese a Deutscher Künstlerbund.
V roce 1913 byl jmenován profesorem grafiky na výmarské saské velkovévodské umělecké škole. Po druhé světové válce se podílel na obnově výmarské umělecké školy. V roce 1952 byl jmenován čestným senátorem výmarské Vysoké školy architektury a pozemního a stavebního inženýrství.
Zemřel v roce 1957 ve Výmaru.
V roce 1928 získal bronzovou medaili v uměleckých soutěžích olympijských her za obraz „Schlittschuhlaufen“ (Bruslení). V roce 1953 obdržel Nordgau-Kulturpreis za výtvarné umění.